# Hersiwil
Hersiwil är en ort i kantonen Solothurn, Schweiz.
Hersiwil var tidigare en egen kommun, men den 1 januari 2013 slogs den samman med kommunen Heinrichswil-Winistorf till kommunen Drei Höfe.